# Kronprinz Erzherzog Rudolf

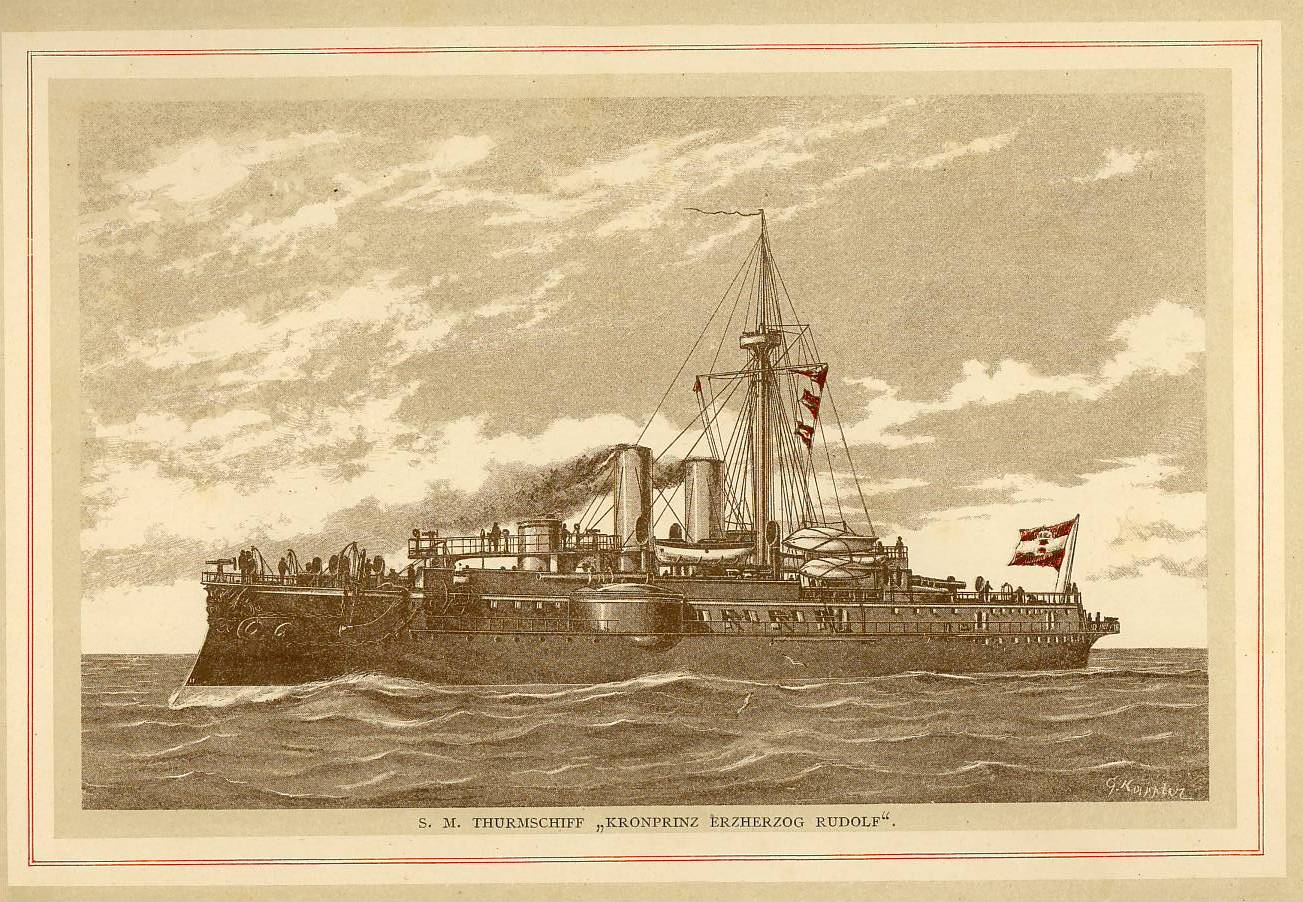
S. M. Thurmschiff "Kronprinz Erzherzog Rudolf"

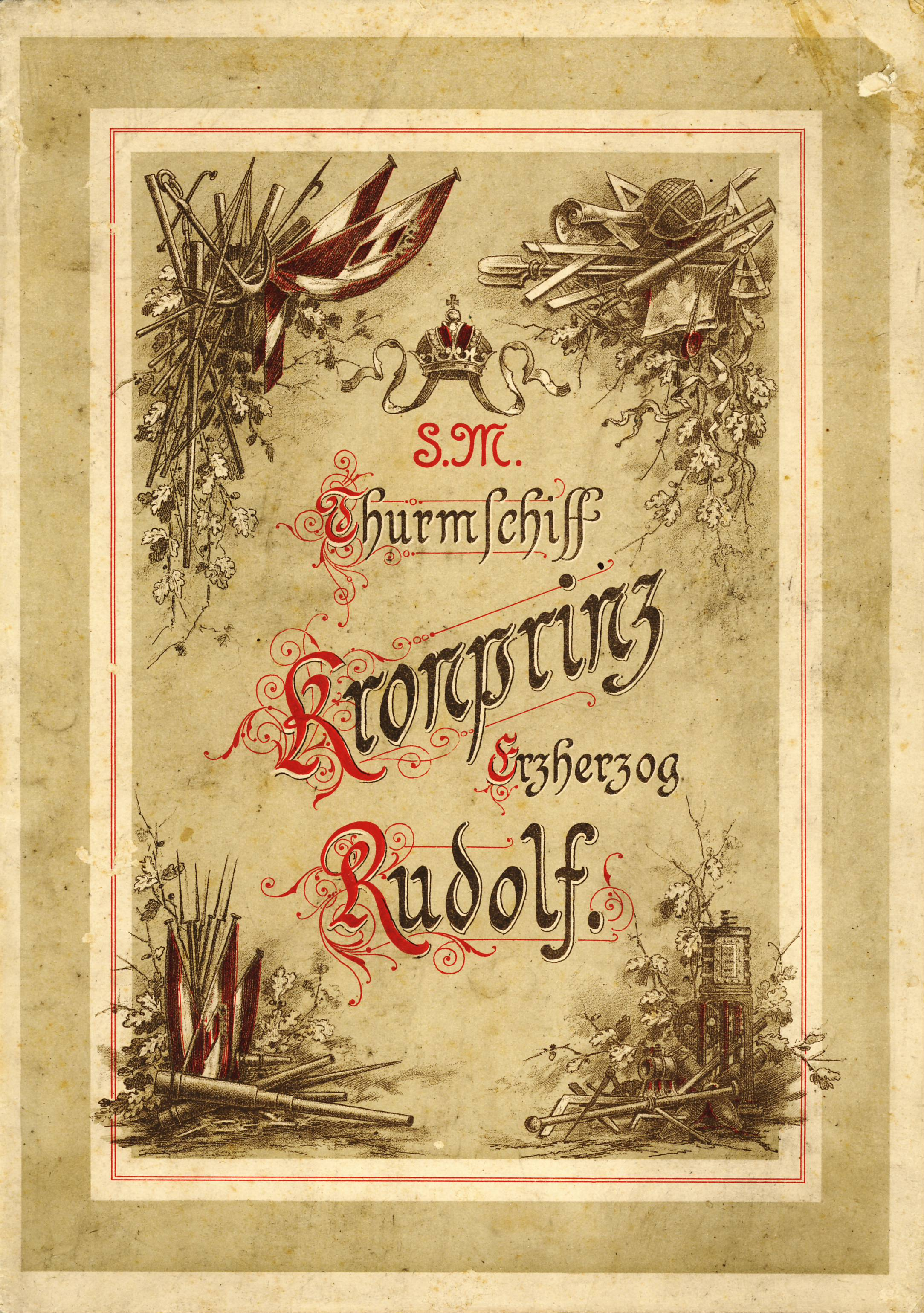
Titelbild der Broschüre anlässlich des Stapellaufs der Kronprinz Erzherzog Rudolf

Die SMS Kronprinz Erzherzog Rudolf (ursprünglich „S. M. Thurmschiff Kronprinz Erzherzog Rudolf“) war ein Schlachtschiff der österreichischen k.u.k. Kriegsmarine. Namensgeber war der Thronfolger Kaiser Franz Josephs I., Erzherzog Kronprinz Rudolf. Das Schiff war das Typschiff der „Doppelthurmschiffe“, dem auch im weiteren Sinne die SMS Kronprinzessin Erzherzogin Stephanie (1887) angehörte. Diese hatte jedoch stärkere Maschinen, war etwas leichter gebaut und erreichte somit höhere Geschwindigkeiten. Der technische Fortschritt dieser Klasse lag in dem Bemühen, bei der Frage der Panzerung geringstes Gewicht mit größtmöglichem Schutz für die vitalen Schiffsteile zu vereinbaren.

## Geschichte
Die Kronprinz Erzherzog Rudolf wurde am 25. Januar 1884 im k. k. See-Arsenal Pola auf Kiel gelegt am 6. Juli 1887 vom Stapel gelassen und im September 1889 in Dienst gestellt.
Das alte Schiff lag 1918 als Wachschiff vor der Einfahrt zur Bocche di Cattaro in der sich der zweitwichtigste Marinestützpunkt Österreich-Ungarns befand. Es spielte eine wichtige Rolle beim Matrosenaufstand von Cattaro. Nach Ende des Ersten Weltkrieges wurde die Kronprinz Erzherzog Rudolf im Jahr 1919 an Jugoslawien abgetreten, in Kumbor umbenannt und 1922 zum Abwracken verkauft.

## Technik
Das Schiff hatte eine Gesamtlänge von 97,6 m und eine Länge zwischen den Loten von 90,2 m. Die Breite betrug 19,30 m und der Tiefgang 7,40 m. Die Verdrängung lag zwischen 6.939 t und 7.432 t.

### Antrieb und Besatzung
Die Kronprinz Erzherzog Rudolf war mit zwei 2-Zylinder Verbunddampfmaschinen von Stabilimento Tecnico Triestino ausgestattet, die jeweils eine Welle antrieben und insgesamt 6.000 PS ([...] kW) entwickelten. Damit erreichte das Schiff eine Höchstgeschwindigkeit von 15,5 Knoten. Der Dampf für die Maschinen wurde von zehn Flammrohrkesseln geliefert.
Die Besatzung des Schiffes bestand aus insgesamt 450 Mann (Offiziere, Unteroffiziere und Mannschaften).

### Bewaffnung
Die Hauptbewaffnung bestand aus drei 30,5 cm Geschützen in offenen Barbetten. Zwei vorn an Back- und Steuerbord und eines achtern.
Die Sekundärbewaffnung bestand aus sechs 12 cm Kanonen und neun Schnellfeuerkanonen mit einem Kaliber von 3,7 cm, 4,7 cm und 7 cm. Zusätzlich war das Schiff mit vier Torpedorohren ausgestattet.

## Panzerung
Die Panzerung der Kronprinz Erzherzog Rudolf bestand aus einen 305 mm dicken Panzergürtel, der die Munitionsmagazine und Maschinenräume mittschiffs schützte. Zusammen mit 242 mm Querschotten vorn und 203 mm achtern bildete er die gepanzerte Zitadelle. Das Schiff verfügte über  95 mm dickes Panzerdeck. Die Barbetten für die 30,5 cm Kanonen waren 254 mm dick.
Die Panzerung wurde strategischen Überlegungen folgend möglichst sparsam gewählt. Einzig der Citadellenraum wurde mit Compound-Panzerplatten von 305 mm geschützt. Aus jenem erhoben sich die zwei Türme, deren vorderer die Stellung für zwei Hauptgeschütze enthielt, der hintere für eines. Alle für die Geschützbedienung notwendigen hydraulischen Einrichtungen liefen daher im Schutze der maximalen Panzerung. Im Anschluss an den Panzerraum erstreckte sich auf der gesamten Schiffslänge unter der Wasserlinie ein 69 mm starkes, gewölbtes Panzerdeck, das sich am Bug zum Sporn der Ramme erstreckte. Zur Verhinderung starker Wassereinbrüche infolge von Zerstörungen durch feindliche Projektile wurden oberhalb des Panzerdecks und entlang der ungepanzerten Schiffswände ein 1 m dicker Gürtel aus mit Korkholz gefüllten Zellen installiert, der bis zum Mitteldeck hinaufreichte. Das Schiff verfügte um eine für die damalige Technik starke Pumpenkraft, mittels welcher 2000 t Leckwasser (etwa ein Drittel der gesamten Verdrängung) pro Stunde von Bord geschafft werden konnten. Zur Zeit des Stapellaufs wurden auch „lichten und gut ventilierten Unterkunftsräume für Stab und Mannschaft“ als positive Neuerung hervorgehoben. Wie auch an Bord der SMS Kronprinzessin Erzherzogin Stephanie waren die beiden Schiffsmaschinen in zwei, die Kesselanlagen aber in vier wasserdichten Abteilungen untergebracht.